# Redzyńskie
Redzyńskie es un pueblo de Polonia, en Mazovia.  Se encuentra en el distrito (Gmina) de Latowicz, perteneciente al condado (Powiat) de Mińsk. Se encuentra aproximadamente 5 km al sur de Latowicz, a 29 km al sureste de Mińsk Mazowiecki, y a 62 km  al sureste de Varsovia. 
Entre 1975 y 1998 perteneció al voivodato de Siedlce.